# Wyatt Oleff
Wyatt Jess Oleff (sinh ngày 13 tháng 7 năm 2003) là một diễn viên người Mỹ nổi tiếng với vai Stanley Uris trong bộ phim kinh dị siêu nhiên It và phần tiếp theo 2019 của bộ phim, cũng như vai Stanley Barber trong loạt phim hài trưởng thành truyền hình truyền hình trực tuyến truyền hình trực tuyến.

## Tuổi thơ
Oleff sinh ra ở Chicago, Illinois, với Doug và Jennifer Oleff, sống ở đó đến năm 7 tuổi. Sau đó anh chuyển đến Los Angeles với bố mẹ và bắt đầu diễn xuất. Một trong những vai diễn đầu tiên của anh là trong một quảng cáo cho Coldwell Banker.